# Deneir
Deneir es una un personaje ficticio de Reinos Olvidados. Es una deidad menor, señor de todos los glifos. Es el escribano de Oghma y transcribe las epifanías de la humanidad. 
Su dogma se reduce a la salvaguarda de información escrita.

## Características
En el universo de ficción de la obra, Su símbolo es una vela encendida sobre un ojo púrpura con la pupila triangular. Su ámbito de poder son los glifos, las imágenes, la literatura, los escribientes y la cartografía.
Los adoradores de Deneir creen firmemente en el metatexto, una obra escrita que cuando sea leída liberará los secretos del universo. La búsqueda de este metatexto consume a Deneir y a sus seguidores. Alcanzó su posición de poder entre los dioses, atisbando una pequeña porción de este texto, y que la necesidad de leerlo todo le dio un propósito. Deneir cree que este metatexto se refleja a través de fragmentos de todas las obras que alguna vez se han escrito. Palabras sueltas, yuxtaposiciones e incluso frases iluminadas arrancan ecos de la obra en general.
Supervisa toda obra escrita, buscando su objetivo. 
Su iglesia se dedica a recopilar información para que nada escrito se pierda. Los clérigos hacen voto de caridad, enseñan a leer y escribir y hacen de copistas en las comunidades. Son conocidos como los Escribanos de Glifos. 
Cada año (el 3 de Khes) cada clérigo entrega una copia de todos los manuscritos que hayan hecho en su templo. Los altos clérigos estudian estos textos en busca del metatexto. Los fragmentos más prometedores se envían al templo de la montaña del Dragón de Hierro, para ser añadidos al Gran Registro, que lleva el alto clérigo Halidut Orsprir.